# 1714
- Wikisource

| Calendário gregoriano                                                        | 1714 MDCCXIV                         |
| Ab urbe condita                                                              | 2467                                 |
| Calendário arménio                                                           | 1163 – 1164                          |
| Calendário bahá'í                                                            | -130 – -129                          |
| Calendário budista                                                           | 2258                                 |
| Calendário chinês                                                            | 4410 – 4411 Início a 14 de fevereiro |
| Calendário copta                                                             | 1430 – 1431                          |
| Calendário etíope                                                            | 1706 – 1707                          |
| Calendários hindus - Vikram Samvat - Calendário nacional indiano - Cáli Iuga | 1769 – 1770 1635 – 1636 4814 – 4815  |
| Calendário Holoceno                                                          | 11714                                |
| Calendário islâmico                                                          | 1126 – 1127                          |
| Calendário judaico                                                           | 5474 – 5475                          |
| Calendário persa                                                             | 1092 – 1093                          |
| Calendário rúnico                                                            | 1964                                 |
| Calendário solar tailandês                                                   | 2257                                 |

1714 (MDCCXIV, na numeração romana) foi um ano comum do século XVIII do Calendário Gregoriano, da Era de Cristo, e a sua letra dominical foi G (52 semanas), teve início numa segunda-feira e terminou também numa segunda-feira.
| Ano completo                         |
| ------------------------------------ |
| Ano comum com início à segunda-feira |

## Eventos
- 29 de janeiro - É criada a vila e município com o nome de Vila do Príncipe, primeira vila do norte de Minas, atual cidade do Serro.
- 25 de março - Fundado o município de Ribeirão Pires.
- 1 de Agosto - Jorge, eleitor de Hanôver, torna-se rei Jorge I da Grã-Bretanha.
- O Ducado de Saboia e Piemonte torna-se no Reino da Sardenha.
- Piratas Argelinos atacam os Açores, matam e fazem prisioneiros. Ao chegarem à ilha do Corvo são repelidos, deixando para trás cem mortos entre os seus.
- Encerra-se a Guerra dos Mascates na então Capitania de Pernambuco, Brasil, graças à mediação da Coroa de Portugal.
- É atribuída a Henry Mill a criação da máquina de escrever.
- 11 de Setembro - a Catalunha sucumbe ao exercito Francocastelhano[1]
- A 25 de Setembro de 1713 é declarado oficialmente mau ano agrícola, fome e peste que dura até 1714, este acontecimento teve origem no ciclone tropical desse dia que levou a que na ilha de São Jorge fosse tal "a falta de mantimentos que chegou a morrer muita gente de fome". Na ilha do Pico, o povo teve de recorrer a comer "socas e raízes" para sobreviver. Noutras ilhas também as colheitas falharam e grassou a fome. Como se tal não bastasse uma epidemia de peste provocou alguns milhares de mortos. No Pico terão morrido 5.000 pessoas e no Faial 500 pessoas, entre as quais 49 religiosos dos conventos da Horta.
- O jogo Assassin's Creed IV: Black Flag se passa nesse ano.

## Nascimentos
- 6 de janeiro - Percivall Pott, cirurgião londrino
- 8 de março - Carl Philipp Emmanuel Bach, compositor, filho de Johann Sebastian Bach (m. 1788).
- 6 de Junho - Rei José I de Portugal.
- 2 de Julho - Christoph Willibald Gluck, compositor inglês.
- 1 de agosto - Richard Wilson - pintor de paisagens galês.
- 10 de setembro - Niccolò Jommelli, compositor (m. 1774).
- 16 de outubro - Giovanni Arduino, geólogo
- 13 de novembro - William Shenstone, poeta inglês (m. 1763).

## Mortes
- 17 de Janeiro - Gabriel Álvarez de Toledo, poeta espanhol (n. 1662).
- 27 de Março - Carlota Amália de Hesse-Cassel, rainha-consorte da Dinamarca, (n. 1650).
- 1 de Agosto - Ana da Grã-Bretanha, rainha da Grã-Bretanha e Irlanda (n. 1666).